# Arthur Zimmermann
Arthur Zimmermann, född 5 oktober 1864 i Marggrabowa, död 6 juni 1940 i Berlin, var Tysklands utrikesminister mellan den 22 november 1916 och den 6 augusti 1917.
Mest känd är han för Zimmermanntelegrammet under första världskriget. Han var därtill också involverad i att stödja det irländska upproret, och att hjälpa kommunisterna att underminera det ryska tsardömet.

## Utmärkelser
- Storkors av Kronorden
- Uppgående solens orden
- Bayerska kronorden
- Sankt Alexanderorden
- Civilförtjänstorden
- Järnkroneorden
- Storkorsriddare av Italienska kronorden
- Storofficer av den rumänska Stjärnorden
- Osmanié-orden
- Storkors av Rumänska kronorden
- Järnkorset av 1:a klass
- Chilenska förtjänstorden
- Frihetskorsets orden
- Storkorset av Leopoldsorden
- Storkors av Frans Josefsorden
- Tredje klassen av Röda örns orden
- Fjärde klassen av Röda örns orden
- Första klassen av Röda örns orden
- Albrektsorden
- Kommendör av Frans Josefsorden
- Preussiska Kronorden
- Kommendör av Frälsarens orden
- Storofficer av Meschidie-orden
- Första graden av Lejon- och solorden
- Dubbla drakens orden
- Sankt Annas orden, första klass

[Redigera Wikidata]